# The Hymn of a Broken Man
The Hymn of a Broken Man (El Himno de un hombre destrozado)  es el álbum debut del dúo estadounidense de metalcore Times of Grace, que se estrenó el 18 de enero de 2011 en Roadrunner Records.

## Antecedentes
Al recorrer el Reino Unido con Killswitch Engage  el guitarrista Adam Dutkiewicz requirió una cirugía de emergencia en la espalda. Mientras que en el hospital, escribió el nuevo material que más tarde grabó los demos en su casa
```
Dutkiewicz más tarde se puso en contacto con el excompañero de banda Killswitch Engage y cantante 
Jesse Leach
 acerca de cómo escribir las letras y grabación de los temas
sintiendo de que "no cree que él es el más grande cantante y letrista, así que quería un poco de ayuda en ese proyecto". Bajo el nombre de Times of Grace, se comenzó a grabar el material en 2008 con Dutkiewicz indicando en el sitio de 
Myspace
 que las canciones eran "una mezcla épica de metal, rock, pop, shoe gaze y 
punk
. Todas las expectativas son incorrectas, nos están empujando a los límites del género" y se espera que lancen un álbum de material ya acabado, en el verano de 2009.
```

Después de completar la grabación de material en 2009, Times of Grace hacía su regreso en el 2010 para lanzar su álbum debut. Dutkiewicz recorded vocals, usando  guitarras y batería para el nuevo álbum con Leach en el canto y la escritura de las letras
. En septiembre, se filmó un video para el tema "Strength in Numbers" ("Fuerza en números")
. Con el álbum debut The Hymn of a Broken Man, programado para su estreno el 9 de noviembre Sin embargo, el lanzamiento del álbum se retrasó con una nueva fecha de lanzamiento del 18 de enero de 2011.
Cuando se le preguntó si estaría de gira en apoyo del álbum, Dutkiewicz declaró que esperaría hasta que "se lanze el álbum" y luego empezar a la construcción de la banda ."." Lanzaron videos para las canciones "Strength in Numbers" y  "Where the Spirit Leads Me"/(Donde el espíritu me lleva) antes de anunciar una gira de febrero en los EE. UU.

## Lanzamiento
Tras su lanzamiento, The Hymn of a Broken Man trazado en el número 44 en el Billboard 200 , vendiendo cerca de 10.000 copias. También debutó en el número 2 en las listas de Hard Rock y el número 13 en la lista de álbumes Rock en general también.  

## Recepción de la crítica
The Hymn of a Broken Man ha recibido críticas positivas sobre todo de los críticos de música antes de su lanzamiento . Allmusic crítico Phil Freeman comentó que "Cualquier persona que cree Times of Grace iba a representar cierto grado de desviación radical de quedar defraudado. Cualquiera que viene a lo esperaba metal melódico con crisis graves, los bits de vez en cuando de la guitarra post-rock, y angustioso pero en última instancia, que afirma la vida de las letras de las canciones, por el contrario, estará encantado."Rick Florino de Artistdirect le dio al álbum una puntuación perfecta de cinco de cinco, comentando que "The Hymn of a Broken Man funciona como un viaje pesado, de corazón a través del dolor ", y que "Times Of Grace es el futuro. Vamos a comenzar otra nueva era. "
Sin embargo, el personal revisor Jared Ponton de Sputnikmusic marcó el álbum de dos de cada cinco ("pobres"), y lo describió como un "hombre quebrado con la composición destrozada escribe un disco roto." Pontón criticó el flujo del álbum, escribiendo que "lo que realmente impide The Hymn of a Broken Man de ser grande, en cualquier sentido de la palabra, es su problema con el ritmo dinámico, y el uso de la melodía, vocal o instrumental. El flujo de Times of Grace, el debut es tan irregular y de parada y arranque, la tarea de escuchar a los que hace las gemas que aparecen más adelante en el listado de temas, como el puramente acústico y lento-
'The Forgotten One' fácilmente la pista más fuerte y agradable la mayor parte del montón, casi no vale la pena el esfuerzo de descubrir ", que se debe principalmente a" las melodías vocales aquí no son lo suficientemente fuertes por su propia cuenta, y mucho menos cuando se combina con riffs de guitarra no tradicionales que son destinada a complementar su efecto en la música. "

## Lista de temas
Todas las letras escritas por Jesse Leach y Adam Dutkiewicz, toda la música compuesta por Adam Dutkiewicz. 
| The Hymn of a Broken Man |                             |          |  |
| N.º                      | Título                      | Duración |  |
| 1.                       | «Strength In Numbers»       | 4:16     |  |
| 2.                       | «Fight For Life»            | 3:36     |  |
| 3.                       | «Willing»                   | 3:23     |  |
| 4.                       | «Where The Spirit Leads Me» | 3:36     |  |
| 5.                       | «Until The End Of Days»     | 4:21     |  |
| 6.                       | «Live In Love»              | 3:49     |  |
| 7.                       | «In The Arms Of Mercy»      | 1:54     |  |
| 8.                       | «Hymn Of A Broken Man»      | 3:13     |  |
| 9.                       | «The Forgotten One»         | 4:38     |  |
| 10.                      | «Hope Remains»              | 4:49     |  |
| 11.                      | «The End Of Eternity»       | 5:52     |  |
| 12.                      | «Worlds Apart»              | 4:33     |  |
| 13.                      | «Fall From Grace»           | 4:57     |  |
| 52:57                    |                             |          |  |

| lista de canciones |                              |          |  |
| N.º                | Título                       | Duración |  |
| 14.                | «Willing» (acoustic version) | 3:26     |  |
| 56:23              |                              |          |  |

| Bonus DVD | |          |  |
| N.º       | Título | Duración |  |
| 1.        | «A visual interpretation of the album by Agata Alexander featuring 13 companion videos [One for each track].» |          |  |
| 2.        | «Strength In Numbers (music video).»                                                                          |          |  |

## Charts
| Chart (2011)          | Peak Position |
| --------------------- | ------------- |
| German Newcomer Chart | 7             |
| U.S. Billboard 200    | 44            |

## Personal
- Adam Dutkiewicz – vocal, Guitarra, bajo, Batería
- Jesse Leach – vocales